# Бейкер (аэропорт, Калифорния)
Аэропорт Бейкер (англ. Baker Airport), (FAA LID: 0O2) — государственный гражданский аэропорт, расположенный в трёх километрах к северо-западу от центра делового района неинкорпорированной территории Бейкер округа Сан-Бернардино (Калифорния), США. Аэропорт находится в собственности Департамента по управлению землями Министерства внутренних дел США.

## Операционная деятельность
Аэропорт Бейкер занимает площадь в 97 гектар, расположен на высоте 281 метров над уровнем моря и эксплуатирует одну взлётно-посадочную полосу:
- 15/33 размерами 962 х 15 метров с асфальтовым покрытием.

За период с 16 февраля 2006 года по 16 февраля 2007 года Аэропорт Бейкер обработал 500 операций взлётов и посадок самолётов (в среднем 42 операции ежемесячно), все рейсы пришлись на авиацию общего назначения.